# Intuição
Em psicologia, intuição é um processo pelo qual os humanos passam, mesmo que involuntariamente e inconscientemente, para chegar a uma conclusão sobre algo. Seu funcionamento e até mesmo sua existência são um enigma para a ciência. Apesar de já existirem muitas teorias sobre o assunto, nenhuma é dada ainda como definitiva. Fato que faz muitos acreditarem que a intuição é um processo paranormal ou divino.
Os cristãos, na sua fé, acreditam que o Espírito Santo pode interceder para que os seus crentes possam usufruir ou aumentar esse dom , a que chamam Dom do entendimento, que torna a inteligência pessoal capaz de entender intuitivamente as verdades reveladas e naturais, de acordo com o fim sobrenatural que possuem.
A intuição pode levar nomeadamente à premonição de um sujeito a acreditar com determinação que algo poderá acontecer.

## Etimologia
Do latim intuitione, formado a partir da união de "in-" (em, dentro) e "tuere" (olhar para, guardar). No português, provavelmente uma inflexão do francês "intuition" (contemplação, conhecimento imediato, pressentimento que nos permite adivinhar o que é ou deve ser), originado do latim.

## Classificação
A intuição pode ser dividida em 3 grupos. Esses grupos, na psicologia, não possuem termos oficiais para suas nomenclaturas e nem mesmo seguem à risca a definição de intuição, já apresentada acima.
- Tipo 1: É o tipo de intuição que envolve um raciocínio simples, tão simples que passa despercebido pela mente consciente. Nós chegamos a uma conclusão, mas não percebemos que raciocinamos para obtê-la. Quando vemos um copo caindo, por exemplo, nós já sabemos que ele se quebrará, e isto sem precisar pensar conscientemente. É o que chamamos de "óbvio", elementar.
- Tipo 2: É o tipo de intuição que vem da prática. Quanto mais se pratica alguma coisa, mais a mente passa a tarefa de raciocinar sobre o assunto que se está desenvolvendo do campo consciente para o campo inconsciente. Enxadristas considerados mestres, por exemplo, ao olharem para um tabuleiro de xadrez logo sabem que jogada fazer, pensando muito pouco ou literalmente não pensando. Um outro exemplo é no aprendizado de novas línguas, o aluno tem de pensar muito para construir frases do idioma que está aprendendo enquanto o professor o faz naturalmente.
- Tipo 3: É quando chegamos a uma conclusão de um problema complexo sem ter raciocinado. Popularmente, essa intuição se refere aos clichês "Como não pensei nisso antes?" e "Eureca!". Quando pessoas passam por esse fenômeno, elas não sabem explicar como raciocinaram para chegar ao resultado final, simplesmente falam que a resposta apareceu na mente deles.

## Bergson
A Intuição (Bergson) significa para o filósofo Henri Bergson apreensão imediata da realidade por coincidência com o objeto. Em outras palavras, é a realidade sentida e compreendida absolutamente de modo direto, sem utilizar as ferramentas lógicas do entendimento: a análise e a tradução. Isto é, a intuição é uma forma de conhecimento que penetra no interior do objeto de modo imediato sem o ato de analisar e traduzir. A análise é o recorte da realidade, mediação entre sujeito e objeto. A tradução, é a composição de símbolos linguísticos ou numéricos que, analogamente a primeira, também servem de mediadores. Ambas são meios falhos e artificiais de acesso a realidade. Somente a intuição pode garantir uma coincidência imediata com a realidade sem símbolos nem repartições.

## Einstein
"Não existe nenhum caminho lógico para a descoberta das leis do Universo — o único caminho é a intuição" — frase atribuída a Albert Einstein (1879-1955)
"Se o senhor quer estudar em qualquer dos físicos teóricos os métodos que emprega, sugiro-lhe firmar-se neste princípio básico: não dê crédito algum ao que ele diz, mas julgue aquilo que produziu. Porque o criador tem esta característica: as produções de sua imaginação se impõem a ele, tão indispensáveis, tão naturais, que não pode considerá-las como imagem de espírito, mas as conhece como realidades evidentes." - Albert Einstein.

## Peirce
Opondo-se diretamente a Descartes, Charles Sanders Peirce nega que tenhamos o poder de conhecer de maneira imediata ou intuitiva nossos próprios pensamentos (autoconhecimento). Embora negue a intuição cartesiana, sustenta que nosso acesso ao mundo exterior se dá a partir da abdução, que é um quasi-pensamento de caráter instintivo. Esse tipo de inferência é fundamental para as descobertas. Para Peirce, o conhecimento de um pensamento é a interpretação do mesmo em outro pensamento. Nessa interpretação, o pensamento interpretado pelo pensamento posterior é signo-pensamento, e o pensamento que interpreta o pensamento anterior é interpretante. Esse processo, chamado semiose, parte, portanto, de nossos instintos, mas não de intuições a partir de conceitos a priori.

## Allan Kardec
Dentro da visão espírita Kardecista, a intuição seria  um mecanismo de comunicação do Espírito humano (também chamado por muitos de Eu Maior) para com o Homem ora encarnado e que, com base no conhecimento e experiência acumulado de outras vidas, e já tendo passado por situações similares no passado,  envia mensagens por meio de pensamentos ou sinais no íntimo ou no corpo do indivíduo para que este tome decisões importantes que poderão alterar o curso de sua jornada, ou ainda, que poderão salvar-lhe de uma situação de risco.
Em outras palavras, seria o Espírito do homem falando com ele mesmo (com o homem encarnado) e alertando-o sobre uma dada situação, ajudando-lhe a tomar uma decisão que lhe fará alterar de forma significativa a trajetória de sua vida, e que esteja em acordo com o plano reencarnatório para esta existência.

## Em Sociologia
Para a Sociologia intuição é considerada uma das fontes da verdade utilizada por milhares de anos para trazer orientação e explicar fatos ao homem. Como conceito, a intuição é definida como a capacidade de perceber, discernir ou pressentir uma explicação independentemente de qualquer raciocínio ou análise. A intuição pode ser responsável pela elaboração de hipóteses que posteriormente poderão ser comprovadas ou não. Ela não é satisfatória como fonte de conhecimento pela dificuldade de ser testada.